# Міколаюв (Пйотрковський повіт)
Міколаюв (пол. Mikołajów) — село в Польщі, у гміні Сулеюв Пйотрковського повіту Лодзинського воєводства.
У 1975-1998 роках село належало до Пйотрковського воєводства.